# Söderfjärden
Söderfjärden este o câmpie în Ostrobotnia, vestul Finlandei, la 10 kilometri sud de orașul Vaasa.

## Date generale
Câmpia este situată într-un crater de impact de aproximativ 560 milioane ani vechime (Ediacaranul târziu). Craterul are un diametru de 6,6 km și o adâncime maximă de 300 de metri. Acesta este umplut cu gresii din Cambrian, lăsând doar marginea exterioară vizibilă. Există, de asemenea, o ridicare centrală, care este îngropată. 
După creșterea nivelului mării ca urmare a topirii gheții din perioada glaciară, Söderfjärden a fost o zonă umedă, dar mai târziu a fost golit. Este în prezent cultivat și este foarte clar vizibil din aer, apărând ca un câmp mare, circular. Acest lucru face ca Söderfjärden să fie unic printre celelalte structuri de impact din Finlanda, care sunt cel puțin parțial sub apă.